# Liste der denkmalgeschützten Objekte in Eggenburg
Die Liste der denkmalgeschützten Objekte in Eggenburg enthält die 99 denkmalgeschützten, unbeweglichen Objekte der niederösterreichischen Stadt Eggenburg.

## Denkmäler
| Foto  |                 | Denkmal                                                                                               | Standort                                             | Beschreibung | Metadaten |
| ----- | --------------- | --- | ---------------------------------------------------- | --- | --- |
| ja    | Datei hochladen | Aufnahmsgebäude Eggenburg HERIS-ID: 49643 Objekt-ID: 53564                                            | Bahnhofstraße 3 Standort KG: Eggenburg               | Das zweigeschoßige Aufnahmsgebäude des Bahnhofs Eggenburg mit seitlichen Giebelrisaliten und einer Laube mit Gusseisenständern wurde im letzten Viertel des 19. Jahrhunderts errichtet. | BDA-Hist.: Q106807072 Status: Bescheid Stand der BDA-Liste: 2025-06-30 Name: Aufnahmsgebäude Eggenburg GstNr.: 2466/1 Aufnahmsgebäude Bahnhof Eggenburg |
| ja    | Datei hochladen | Redemptoristenkloster HERIS-ID: 60400 Objekt-ID: 72702                                                | Baptist Stöger-Platz 1 Standort KG: Eggenburg        | Das Redemptoristenkloster an der östlichen Stadtmauer von Eggenburg ist eine mehrflügige Anlage um einen quadratischen Hof. Der schlichte und schmucklose dreigeschoßige Klosterkomplex mit ummauertem Garten, über gotischen Teilen in den Jahren 1658 bis 1661 erbaut und 1835 instand gesetzt und aufgestockt, liegt südlich der Klosterkirche. Die im 17. Jahrhundert zur Kirche verlängerte Westfront hat ein mit 1664 bezeichnetes barockes Rechteckportal mit Oberlichte. Über dem Portal steht eine Maria-Immaculata-Nischenfigur von 1835. | BDA-Hist.: Q38091813 Status: § 2a Stand der BDA-Liste: 2025-06-30 Name: Redemptoristenkloster GstNr.: 127 |
| ja    | Datei hochladen | Redemptoristenkirche Mariae Reinigung HERIS-ID: 49641 Objekt-ID: 53562                                | Baptist Stöger-Platz 1 Standort KG: Eggenburg        | Die Klosterkirche Mariae Reinigung ist ein hoher, im Kern gotischer Bau, der den nördlichen Flügel der Klosteranlage bildet. Sie ist im Norden von einer Mauer und einem ehemaligen Vereinshaus aus der Zeit um 1875 umgeben und im Osten von der Stadtmauer. Die Nordseite hat spitzbogige, zweibahnige Maßwerkfenster und zwei nach Norden vorspringende Kapellenanbauten aus der Zeit um 1870, mit Fünfachtelschlüssen und Chorstrebepfeilern. Die neugotische Westfront von 1833 verläuft bündig mit der Schulstraße. 1836 bis 1844 wurde der vorgestellte Westturm erbaut. Sein Erdgeschoß verfügt über eine Vorhalle. Er wird von einem achtseitigen Aufsatz mit Spitzhelm bekrönt. Westlich gibt es ein dreiteiliges Maßwerkfenster, darüber eine Christus-Salvator-Figur. Der eingezogene Chor mit Strebepfeilern und Fünfachtelschluss ist durch hohe, spitzbogige, zweiteilige Maßwerkfenster geöffnet. | BDA-Hist.: Q38035195 Status: § 2a Stand der BDA-Liste: 2025-06-30 Name: Redemptoristenkirche Mariae Reinigung GstNr.: 126 Mariae Reinigung, Eggenburg |
| ja    | Datei hochladen | Ehem. Vereinshaus HERIS-ID: 49640 Objekt-ID: 53561                                                    | Baptist Stöger-Platz 2 Standort KG: Eggenburg        | Das ehemalige Vereinshaus nördlich des Redemptoristenklosters ist ein zweigeschoßiger Bau aus der Zeit um 1875 mit historistischer Fassadengestaltung. | BDA-Hist.: Q38035185 Status: § 2a Stand der BDA-Liste: 2025-06-30 Name: Ehem. Vereinshaus GstNr.: 125 |
| ja    | Datei hochladen | Bürgerspital HERIS-ID: 49627 Objekt-ID: 53546                                                         | Bürgerspitalgasse 2 Standort KG: Eggenburg           | Vom ehemaligen Bürgerspital sind zwei zweigeschoßige Trakte erhalten. Südlich an die Kapelle angebaut liegt ein Trakt mit einem Baukern aus dem 14. Jahrhundert. Dieser hat abgemauerte spätgotische Rechteckfenster, profilierte Steingewändefenster und Türgewände des 16. Jahrhunderts. Der Außenaufgang ist durch querrechteckige Fenster geöffnet. Im Inneren sind Räume mit Stichkappentonnen und Kreuzgratgewölben zu finden. Vom Dachboden aus ist ein spätgotisches, abgemauertes Rechteckfenster zu sehen. Außerdem gibt es Balkenlöcher und an der westlichen Kapellenwand den Giebelabdruck eines Gebäudes. Gegenüber liegt ein im Kern aus dem 15. Jahrhundert stammender Trakt mit einem westseitigen Außenaufgang. Die Räume sind mit Stichkappentonnen und Kreuzgratgewölben ausgestattet. Im Erdgeschoß gibt es einen Zugang durch ein Schulterbogenportal aus dem frühen 15. Jahrhundert, eine Rauchküche mit mächtigem Pyramidenkamin aus dem 15./16. Jahrhundert und Türschlösser aus der Zeit um 1800/dem frühen 19. Jahrhundert. | BDA-Hist.: Q38035100 Status: § 2a Stand der BDA-Liste: 2025-06-30 Name: Bürgerspital GstNr.: 170 Bürgerspital Eggenburg |
| ja    | Datei hochladen | Seniorenwohnungen und Kindergarten HERIS-ID: 49629 Objekt-ID: 53548                                   | Bürgerspitalgasse 4-6 Standort KG: Eggenburg         | Altersheim und Kindergarten, erbaut 1935/1936, sind ein- und zweigeschoßige Gebäude mit Rundbogenportalen, Balkonen, übereck gestellten Erkern, türmchenartigen halbrunden Dachausbauten und abgewalmten Dachbauten. | BDA-Hist.: Q38035111 Status: § 2a Stand der BDA-Liste: 2025-06-30 Name: Seniorenwohnungen und Kindergarten GstNr.: 169 |
| ja    | Datei hochladen | Ehem. Stadtburg Eggenburg HERIS-ID: 113191 Objekt-ID: 131439seit 2019                                 | Burggasse 16 Standort KG: Eggenburg                  | Die Reste der ehemaligen Stadtburg sind auf dem nach Westen abfallenden Sporn von einer Mauer, im Süden von einem Zwinger und einer Bastion und im Osten von einem Graben umgeben. Die Feste stand vom 11. Jahrhundert bis 1566 unter der Verwaltung von markgräflichen Ministerialen und landesfürstlichen Pflegern, wechselte dann häufig die Eigentümer und ist seit 1847 in Privatbesitz. Anmerkung: Bis 2018 stand das Objekt als Befestigungsanlage der ehem. Stadtburg Eggenburg (ID: 72710) unter Denkmalschutz. Seit Jänner 2019 steht die gesamte Anlage mit leichten Erweiterungen als Ehem. Stadtburg Eggenburg unter Denkmalschutz. | BDA-Hist.: Q38091822 Status: Bescheid Stand der BDA-Liste: 2025-06-30 Name: Ehem. Stadtburg Eggenburg GstNr.: 205, 324/5, 325 Former Stadtburg Eggenburg |
| ja    | Datei hochladen | Teil der Stadtbefestigung (Stadtmauer und Zwinger) HERIS-ID: 33762 Objekt-ID: 31495                   | Eggenstraße 1 Standort KG: Eggenburg                 | Teil der mittelalterlichen Stadtbefestigung. | BDA-Hist.: Q37953856 Status: Bescheid Stand der BDA-Liste: 2025-06-30 Name: Teil der Stadtbefestigung (Stadtmauer und Zwinger) GstNr.: 411/2 City wall of Eggenburg |
| ja    | Datei hochladen | Teil der Stadtbefestigung HERIS-ID: 33807 Objekt-ID: 31542                                            | bei Eggenstraße 3 Standort KG: Eggenburg             | Teil der mittelalterlichen Stadtbefestigung. | BDA-Hist.: Q37954305 Status: Bescheid Stand der BDA-Liste: 2025-06-30 Name: Teil der Stadtbefestigung GstNr.: 412 City wall of Eggenburg |
| ja    | Datei hochladen | Wohnhaus HERIS-ID: 58802 Objekt-ID: 69638                                                             | Eggenstraße 5 Standort KG: Eggenburg                 | Das giebelständige Wohnhaus in der Eggenstraße 5 hat ein Schopfwalmdach und einen Baukern aus dem 16./17. Jahrhundert. | BDA-Hist.: Q38084813 Status: Bescheid Stand der BDA-Liste: 2025-06-30 Name: Wohnhaus GstNr.: 47/1 |
| ja    | Datei hochladen | Teil der Stadtbefestigung HERIS-ID: 33808 Objekt-ID: 31543                                            | bei Eggenstraße 11 Standort KG: Eggenburg            | Teil der mittelalterlichen Stadtbefestigung. | BDA-Hist.: Q37954319 Status: Bescheid Stand der BDA-Liste: 2025-06-30 Name: Teil der Stadtbefestigung GstNr.: 420/1 City wall of Eggenburg |
| ja    | Datei hochladen | Brunnen HERIS-ID: 60423 Objekt-ID: 72727                                                              | vor Eggenstraße 14 Standort KG: Eggenburg            | Der Brunnen aus dem späten 18. Jahrhundert besteht aus einem quadratischen Becken mit einem Steinobelisk, der von einer festonverzierten Urne bekrönt wird. | BDA-Hist.: Q38091862 Status: § 2a Stand der BDA-Liste: 2025-06-30 Name: Brunnen GstNr.: 2380/2 |
| ja    | Datei hochladen | Bürgerhaus HERIS-ID: 33764 Objekt-ID: 31497                                                           | Grätzl 1 Standort KG: Eggenburg                      | Das Bürgerhaus in der Südostecke des Grätzls ist ein großes, dreigeschoßiges Eckhaus aus der Zeit um 1528, mit zwei hohen Eckerkern auf Kragsteinen und mit barocken Hauben. Die barocke Fassadengestaltung mit Erdgeschoßnutung und Pilastern, Putzparabeten, profilierten Fensterstürzen und -sohlbänken und einer profilierten Portalumrahmung mit einer Kartusche im Sturzfeld geht auf die Zeit um 1720/1730 zurück. | BDA-Hist.: Q37953870 Status: Bescheid Stand der BDA-Liste: 2025-06-30 Name: Bürgerhaus GstNr.: 175 |
| ja    | Datei hochladen | Wohn- und Geschäftshaus, ehem. Turmhaus HERIS-ID: 33765 Objekt-ID: 31498                              | Grätzl 2 Standort KG: Eggenburg                      | Die Fassade des Hauses aus der zweiten Hälfte des 16. Jahrhunderts ist einmal rechtwinkelig abgestuft. An der vorspringenden Fronthälfte befinden sich zwei Stuckmedaillons mit Darstellungen eines Brustbildes der heiligen Johannes Nepomuk und Josef. | BDA-Hist.: Q37953879 Status: Bescheid Stand der BDA-Liste: 2025-06-30 Name: Wohn- und Geschäftshaus, ehem. Turmhaus GstNr.: 176 Grätzl 2, Eggenburg |
| ja    | Datei hochladen | Volksbank HERIS-ID: 33766 Objekt-ID: 31499                                                            | Grätzl 4 Standort KG: Eggenburg                      | Das zweigeschoßige Wohnhaus aus der zweiten Hälfte des 18. Jahrhunderts hat einen geschwungenen Giebel mit seitlichen Putzvoluten und ein mit 1818 bezeichnetes rundbogiges Steingewändeportal. | BDA-Hist.: Q37953888 Status: Bescheid Stand der BDA-Liste: 2025-06-30 Name: Volksbank GstNr.: 178 |
| ja    | Datei hochladen | Wohn- und Geschäftshaus HERIS-ID: 33767 Objekt-ID: 31500                                              | Grätzl 5 Standort KG: Eggenburg                      | Das späthistoristische Eckhaus aus dem letzten Viertel des 19. Jahrhunderts hat ein gequadertes Erdgeschoß, im Obergeschoß profilierte und übergiebelte Fensterrahmungen mit Muschel- und Girlandendekor sowie ein Konsolenkranzgesims. | BDA-Hist.: Q37953898 Status: Bescheid Stand der BDA-Liste: 2025-06-30 Name: Wohn- und Geschäftshaus GstNr.: 178 |
| ja    | Datei hochladen | Pest-/Dreifaltigkeitssäule HERIS-ID: 60594 Objekt-ID: 72913                                           | vor Hauptplatz 19 Standort KG: Eggenburg             | Die in den Jahren 1713 bis 1715 errichtete Pestsäule am Hauptplatz von Eggenburg ist ein hoher Wolkenobelisk mit Figuren von Andreas Steinböck und Johann Georg Schmutzer, der von einer sechseckigen Balustrade umgeben ist. Ihr dreiseitiges, geschwungenes Volutenpostament zeigt Kniefiguren der Pestheiligen; an der Vorderseite der hl. Stephanus, am Postament Reliefs der hll. Rosalia, Karl Borromäus und Georg. An der Spitze der Säule befindet sich eine Dreifaltigkeitsgruppe. | BDA-Hist.: Q38092273 Status: § 2a Stand der BDA-Liste: 2025-06-30 Name: Pest-/Dreifaltigkeitssäule GstNr.: 2368/7 Holy Trinity column in Eggenburg |
| ja    | Datei hochladen | Brunnen HERIS-ID: 60595 Objekt-ID: 72914                                                              | gegenüber Hauptplatz 29 Standort KG: Eggenburg       | Der Brunnen am Hauptplatz wurde erstmals 1541 erwähnt. Er hat eine quadratische Steineinfassung des späten 18. Jahrhunderts, in deren Mitte ein gestuftes Postament mit einer Adlerfigur steht. | BDA-Hist.: Q38092284 Status: § 2a Stand der BDA-Liste: 2025-06-30 Name: Brunnen GstNr.: 2368/8 |
| ja    | Datei hochladen | Mariensäule HERIS-ID: 60596 Objekt-ID: 72915                                                          | gegenüber Hauptplatz 2 Standort KG: Eggenburg        | Die Mariensäule am Hauptplatz hat eine quadratische Balustereinfassung. Sie stammt aus der zweiten Hälfte des 17. Jahrhunderts. | BDA-Hist.: Q38092297 Status: § 2a Stand der BDA-Liste: 2025-06-30 Name: Mariensäule GstNr.: 2368/8 Mariensäule (Eggenburg, ObjektID: 72915) |
| ja    | Datei hochladen | Pranger HERIS-ID: 60597 Objekt-ID: 72916                                                              | vor Hauptplatz 28 Standort KG: Eggenburg             | Der aus grauem Sandstein gefertigte Pranger besteht aus einem auf einer dreistufigen runden Basis stehenden prismatischen achteckigen Pfeiler. Dieser trägt eine achtseitige Deckplatte, auf der abermals ein schlankerer und kürzerer Pfeiler mit acht Seiten ruht. Auf einer Deckplatte steht eine Rolandsfigur in antikisierender Tracht. | BDA-Hist.: Q38092309 Status: § 2a Stand der BDA-Liste: 2025-06-30 Name: Pranger GstNr.: 2368/8 Pranger (Eggenburg, ObjektID: 72916) |
| ja    | Datei hochladen | Wohn- und Geschäftshaus, sog. bemaltes Haus/Gepperthaus HERIS-ID: 33768 Objekt-ID: 31501              | Hauptplatz 1 Standort KG: Eggenburg                  | Laut einer Inschrift auf dem Haus wurden die Sgraffitomalereien auf dem Haus im Jahr 1547 angefertigt. Vermutungen zufolge ist das Gebäude selbst nicht wesentlich älter als die Malereien. | BDA-Hist.: Q2276122 Status: Bescheid Stand der BDA-Liste: 2025-06-30 Name: Wohn- und Geschäftshaus, sog. bemaltes Haus/Gepperthaus GstNr.: 255 Sgraffitohaus, Eggenburg |
| ja    | Datei hochladen | Wohn- und Geschäftshaus HERIS-ID: 33769 Objekt-ID: 31502                                              | Hauptplatz 2 Standort KG: Eggenburg                  | Das einstöckige Haus, ein ehemaliges Gasthaus, besitzt ein gequadertes Untergeschoß mit gequadertem Rundbogenportal und ein glattes, mit Ortsteinen eingefasstes Obergeschoß. An der Fassade befinden sich Sgraffitomalereien. | BDA-Hist.: Q37953909 Status: Bescheid Stand der BDA-Liste: 2025-06-30 Name: Wohn- und Geschäftshaus GstNr.: 254 Hauptplatz 2, Eggenburg |
| ja    | Datei hochladen | Wohnhaus HERIS-ID: 33770 Objekt-ID: 31503                                                             | Hauptplatz 3 Standort KG: Eggenburg                  | Das zweistöckige Haus mit einem Rundbogenportal stammt aus der Zeit um 1730, wurde jedoch stark erneuert. Aus der Zeit um 1860 ist die über dem Gesimse aufgesetzte Attika mit Dekorationen. | BDA-Hist.: Q37953916 Status: Bescheid Stand der BDA-Liste: 2025-06-30 Name: Wohnhaus GstNr.: 253 |
| ja    | Datei hochladen | Wohn- und Geschäftshaus HERIS-ID: 33771 Objekt-ID: 31504                                              | Hauptplatz 4 Standort KG: Eggenburg                  | Das einstöckige Haus mit spitzbogigem Portal besitzt oberhalb der Fenster gesprengte Segmentbogengiebel mit bekränzten Büsten. | BDA-Hist.: Q37953928 Status: Bescheid Stand der BDA-Liste: 2025-06-30 Name: Wohn- und Geschäftshaus GstNr.: 251 Hauptplatz 4, Eggenburg |
| ja    | Datei hochladen | Wohn- und Geschäftshaus HERIS-ID: 33772 Objekt-ID: 31505                                              | Hauptplatz 5 Standort KG: Eggenburg                  | Das einstöckige Haus besitzt ein Rundbogenportal mit gerauten Eckbändern und stammt aus dem Ende des 16. Jahrhunderts. | BDA-Hist.: Q37953941 Status: Bescheid Stand der BDA-Liste: 2025-06-30 Name: Wohn- und Geschäftshaus GstNr.: 249 |
| ja    | Datei hochladen | Wohn- und Geschäftshaus HERIS-ID: 33773 Objekt-ID: 31506                                              | Hauptplatz 6 Standort KG: Eggenburg                  | Das einstöckige Haus aus der ersten Hälfte des 16. Jahrhunderts besitzt ein Rundbogenportal. | BDA-Hist.: Q37953953 Status: Bescheid Stand der BDA-Liste: 2025-06-30 Name: Wohn- und Geschäftshaus GstNr.: 246 |
| ja    | Datei hochladen | Wohn- und Geschäftshaus HERIS-ID: 33774 Objekt-ID: 31507                                              | Hauptplatz 7 Standort KG: Eggenburg                  | Das einstöckige Haus stammt in seiner Anlage aus dem 16. Jahrhundert und besitzt oberhalb des Rundbogenportals einen Erker. Dessen Seiten reichen bis zum Boden und flankieren das Portal. | BDA-Hist.: Q37953962 Status: Bescheid Stand der BDA-Liste: 2025-06-30 Name: Wohn- und Geschäftshaus GstNr.: 244 |
| ja    | Datei hochladen | Wohn- und Geschäftshaus HERIS-ID: 33775 Objekt-ID: 31508                                              | Hauptplatz 8 Standort KG: Eggenburg                  | Das traufständige Wohnhaus am Hauptplatz 8 verfügt über eine Eckquaderung, profilierte Fensterumrahmungen und Kordongesimse aus dem späten 19. Jahrhundert. Es ist durch eine innen stark veränderte Steingewändetür zugänglich und hat im Erdgeschoß ein Tonnengewölbe des 16. Jahrhunderts. | BDA-Hist.: Q37953973 Status: Bescheid Stand der BDA-Liste: 2025-06-30 Name: Wohn- und Geschäftshaus GstNr.: 243 |
| ja    | Datei hochladen | Wohn- und Geschäftshaus (samt Backofen mit Rauchküche und Rauchhelm) HERIS-ID: 33776 Objekt-ID: 31509 | Hauptplatz 9 Standort KG: Eggenburg                  | Das Eckhaus zur Hornerstraße hat an der veränderten Fassade mehrere Inschriften. Es ist durch ein abgefastes Rundbogenportal aus der Zeit um 1500 zugänglich. Das Obergeschoß ist durch Fenster mit mehrfach profilierten Steingewänden aus der Zeit um 1528 geöffnet. Einfahrt und Erdgeschoß verfügen über Tonnengewölbe und Stichkappen. Das Obergeschoß ist kreuzgratgewölbt. Im Hof gibt es eine ehemalige Rauchküche von 1719 mit Pyramidenkamin. | BDA-Hist.: Q37953983 Status: Bescheid Stand der BDA-Liste: 2025-06-30 Name: Wohn- und Geschäftshaus (samt Backofen mit Rauchküche und Rauchhelm) GstNr.: 242 |
| ja    | Datei hochladen | Wohn- und Geschäftshaus HERIS-ID: 33777 Objekt-ID: 31510                                              | Hauptplatz 11 Standort KG: Eggenburg                 | Das im Kern aus dem 14./15. Jahrhundert stammende Haus am Hauptplatz 11 ist zweigeschoßig und traufständig. Es hat eine schlichte Fassade und im Hof Kolonnaden auf Pfeilern und Kragsteinen aus dem 16. Jahrhundert. | BDA-Hist.: Q37953998 Status: Bescheid Stand der BDA-Liste: 2025-06-30 Name: Wohn- und Geschäftshaus GstNr.: 186 |
| ja    | Datei hochladen | Wohn- und Geschäftshaus HERIS-ID: 33778 Objekt-ID: 31511                                              | Hauptplatz 12 Standort KG: Eggenburg                 | Das im Kern aus dem 14./15. Jahrhundert stammende Haus am Hauptplatz 12 ist zweigeschoßig und traufständig. Es hat eine schlichte Fassade mit einer spitzbogigen, neugotischen Nische. | BDA-Hist.: Q37954008 Status: Bescheid Stand der BDA-Liste: 2025-06-30 Name: Wohn- und Geschäftshaus GstNr.: 183 |
| ja    | Datei hochladen | Wohn- und Geschäftshaus HERIS-ID: 33779 Objekt-ID: 31512                                              | Hauptplatz 13 Standort KG: Eggenburg                 | Das im Kern aus dem 14./15. Jahrhundert stammende Haus am Hauptplatz 13 ist zweigeschoßig und traufständig. Es hat eine schlichte Fassade. Im Erd- und Obergeschoß gibt es tonnengewölbte Räume aus dem 15./16. Jahrhundert. Das Erdgeschoß verfügt über Stichkappen. | BDA-Hist.: Q37954019 Status: Bescheid Stand der BDA-Liste: 2025-06-30 Name: Wohn- und Geschäftshaus GstNr.: 182 |
| ja    | Datei hochladen | Wohn- und Geschäftshaus HERIS-ID: 33780 Objekt-ID: 31513                                              | Hauptplatz 14 Standort KG: Eggenburg                 | Das im Kern aus dem 14./15. Jahrhundert stammende Haus am Hauptplatz 14 ist zweigeschoßig und traufständig. Es hat eine schlichte Fassade. An der Ecke zur Pfarrgasse ist eine Statuette der Maria Immaculata aus der Mitte des 18. Jahrhunderts zu sehen. | BDA-Hist.: Q37954030 Status: Bescheid Stand der BDA-Liste: 2025-06-30 Name: Wohn- und Geschäftshaus GstNr.: 180 |
| ja    | Datei hochladen | Wohnhaus HERIS-ID: 33781 Objekt-ID: 31515                                                             | Hauptplatz 15 Standort KG: Eggenburg                 | Das vierachsige Wohnhaus am Hauptplatz 15 stammt im Kern aus dem 16. Jahrhundert und hat eine biedermeierliche Fassade aus dem ersten Viertel des 19. Jahrhunderts. Es ist durch ein klassizistisches, korbbogiges Portal mit Prellsteinen, ornamentierten Gewänden und einem Maskenkeilstein zugänglich. Die Fenster im Erdgeschoß sind mit Blendbogenrahmungen ausgeführt, im Obergeschoß mit dekorativer Rahmung. Eine Figur des hl. Antonius, die sich in einer Mauernische befindet, stammt aus der Zeit um 1800. | BDA-Hist.: Q37954040 Status: Bescheid Stand der BDA-Liste: 2025-06-30 Name: Wohnhaus GstNr.: 25 |
| ja    | Datei hochladen | Teil der Stadtbefestigung HERIS-ID: 33801 Objekt-ID: 31536                                            | bei Hauptplatz 15 Standort KG: Eggenburg             | Ein Teil der nördlichen mittelalterlichen Stadtbefestigung zwischen Kanzler- und Wahrsagerturm. | BDA-Hist.: Q37954251 Status: Bescheid Stand der BDA-Liste: 2025-06-30 Name: Teil der Stadtbefestigung GstNr.: 405 City wall of Eggenburg |
| ja    | Datei hochladen | Wohn- und Geschäftshaus HERIS-ID: 33782 Objekt-ID: 31516                                              | Hauptplatz 16 Standort KG: Eggenburg                 | Das einstöckige Haus besitzt an seinem gequaderten Hauptportal einen Wappenschild mit Rollwerkumrahmung als Keilstein. | BDA-Hist.: Q37954051 Status: Bescheid Stand der BDA-Liste: 2025-06-30 Name: Wohn- und Geschäftshaus GstNr.: 26 |
| ja    | Datei hochladen | Teil der Stadtbefestigung HERIS-ID: 33802 Objekt-ID: 31537                                            | bei Hauptplatz 16 Standort KG: Eggenburg             | Teil der mittelalterlichen Stadtbefestigung. | BDA-Hist.: Q37954262 Status: Bescheid Stand der BDA-Liste: 2025-06-30 Name: Teil der Stadtbefestigung GstNr.: 406 City wall of Eggenburg |
| ja    | Datei hochladen | Gasthaus Zum Goldenen Kreuz HERIS-ID: 33783 Objekt-ID: 31517                                          | Hauptplatz 17 Standort KG: Eggenburg                 | Das aus der ersten Hälfte des 18. Jahrhunderts stammende Gasthaus mit gequadertem Rundbogentor besitzt ein durch einfach und gekuppelte Lisenen gegliedertes Hauptgeschoß. In die Stuckumrahmung der Fenster des Hauptgeschoßes wurden auch die kleineren Halbstockfenster einbezogen. In einer Rundbogennische befindet sich eine Halbfigur der Madonna mit dem Kinde. | BDA-Hist.: Q37954061 Status: Bescheid Stand der BDA-Liste: 2025-06-30 Name: Gasthaus Zum Goldenen Kreuz GstNr.: 29 |
| ja    | Datei hochladen | Teil der Stadtbefestigung HERIS-ID: 33803 Objekt-ID: 31538                                            | bei Hauptplatz 17 Standort KG: Eggenburg             | Teil der mittelalterlichen Stadtbefestigung. | BDA-Hist.: Q37954272 Status: Bescheid Stand der BDA-Liste: 2025-06-30 Name: Teil der Stadtbefestigung GstNr.: 408 City wall of Eggenburg |
| ja    | Datei hochladen | Wohn- und Geschäftshaus HERIS-ID: 33784 Objekt-ID: 31518                                              | Hauptplatz 18 Standort KG: Eggenburg                 | Das Haus am Hauptplatz 18 ist Teil einer Straßenfront zwischen Nummer 15 und 21, die in einheitlicher Front mit den nördlichen Zeilen der Pfarrgasse und der Eggenstraße verläuft. Die einzelnen Parzellen sind langgestreckt und reichen bis zur Stadtmauer. | BDA-Hist.: Q37954071 Status: Bescheid Stand der BDA-Liste: 2025-06-30 Name: Wohn- und Geschäftshaus GstNr.: 30 |
| ja    | Datei hochladen | Wohnhaus samt Hof HERIS-ID: 33785 Objekt-ID: 31519                                                    | Hauptplatz 19 Standort KG: Eggenburg                 | Das Haus am Hauptplatz 19 ist Teil einer Straßenfront zwischen Nummer 15 und 21, die in einheitlicher Front mit den nördlichen Zeilen der Pfarrgasse und der Eggenstraße verläuft. Die einzelnen Parzellen sind langgestreckt und reichen bis zur Stadtmauer. | BDA-Hist.: Q37954082 Status: Bescheid Stand der BDA-Liste: 2025-06-30 Name: Wohnhaus samt Hof GstNr.: 31 |
| ja    | Datei hochladen | Teil der Stadtbefestigung HERIS-ID: 33804 Objekt-ID: 31539                                            | bei Hauptplatz 19 Standort KG: Eggenburg             | Teil der mittelalterlichen Stadtbefestigung. | BDA-Hist.: Q37954283 Status: Bescheid Stand der BDA-Liste: 2025-06-30 Name: Teil der Stadtbefestigung GstNr.: 409 City wall of Eggenburg |
| ja    | Datei hochladen | Haus und Stadtbefestigung HERIS-ID: 33786 Objekt-ID: 31520                                            | Hauptplatz 20 Standort KG: Eggenburg                 | Das Haus am Hauptplatz 20 ist Teil einer Straßenfront zwischen Nummer 15 und 21, die in einheitlicher Front mit den nördlichen Zeilen der Pfarrgasse und der Eggenstraße verläuft. Die einzelnen Parzellen sind langgestreckt und reichen bis zur Stadtmauer. | BDA-Hist.: Q37954102 Status: § 2a Stand der BDA-Liste: 2025-06-30 Name: Haus und Stadtbefestigung GstNr.: 34 |
| ja    | Datei hochladen | Haus Welzer HERIS-ID: 33787 Objekt-ID: 31521                                                          | Hauptplatz 21 Standort KG: Eggenburg                 | Das Haus am Hauptplatz 21 ist Teil einer mit Nummer 15 beginnenden Straßenfront, die in einheitlicher Front mit den nördlichen Zeilen der Pfarrgasse und der Eggenstraße verläuft. Die einzelnen Parzellen sind langgestreckt und reichen bis zur Stadtmauer. | BDA-Hist.: Q37954113 Status: Bescheid Stand der BDA-Liste: 2025-06-30 Name: Haus Welzer GstNr.: 35 |
| ja    | Datei hochladen | Teil der Stadtbefestigung HERIS-ID: 33805 Objekt-ID: 31540                                            | bei Hauptplatz 21 Standort KG: Eggenburg             | In diesem Abschnitt der mittelalterlichen Stadtbefestigung steht der Wahrsagerturm. Der Wahrsagerturm wurde als Wohnturm mit Geschütznischen im 15. Jahrhundert errichtet und diente der Flankenverteidigung. Ab dem Jahre 1433 war ein ständiger Hauptmann in Eggenburg stationiert, die militärische Besatzung war möglicherweise im Wahrsagerturm untergebracht. | BDA-Hist.: Q37954289 Status: Bescheid Stand der BDA-Liste: 2025-06-30 Name: Teil der Stadtbefestigung GstNr.: 410/2 City wall of Eggenburg |
| ja    | Datei hochladen | Wohn- und Geschäftshaus HERIS-ID: 33788 Objekt-ID: 31522                                              | Hauptplatz 22 Standort KG: Eggenburg                 | Die Fassade des giebelständigen Hauses am Hauptplatz 22 wurde um 1860 durch profilierte Fensterumrahmungen und Terrakottadekor gegliedert. Das Giebelfenster ist von einer geschwungenen Rahmung aus der zweiten Hälfte des 18. Jahrhunderts umgeben. Die Muschelnische im Obergeschoß beherbergt eine Sandsteinfigur Marias aus der Mitte des 19. Jahrhunderts. Den Zugang bildet ein Tor aus dem 20. Jahrhundert mit kassettierten und aufgedoppelten Torflügeln mit Oberlichte. Im Inneren des Hauses und im Erdgeschoß des zweigeschoßigen Hofflügels sind die Räume tonnen- und kreuzgratgewölbt. An der Stadtmauer steht ein in Spalierwerk ausgeführtes Salettl aus der Zeit um 1900. | BDA-Hist.: Q37954122 Status: Bescheid Stand der BDA-Liste: 2025-06-30 Name: Wohn- und Geschäftshaus GstNr.: 38 |
| ja    | Datei hochladen | Teil der Stadtbefestigung HERIS-ID: 33806 Objekt-ID: 31541                                            | bei Hauptplatz 22 Standort KG: Eggenburg             | Teil der mittelalterlichen Stadtbefestigung. | BDA-Hist.: Q37954296 Status: Bescheid Stand der BDA-Liste: 2025-06-30 Name: Teil der Stadtbefestigung GstNr.: 411/1 City wall of Eggenburg |
| ja    | Datei hochladen | Wohn- und Geschäftshaus HERIS-ID: 33789 Objekt-ID: 31523                                              | Hauptplatz 23 Standort KG: Eggenburg                 | Das schmucklose Haus mit steingerahmten Rundbogentor steht auf dem gewachsenen Felsen. | BDA-Hist.: Q37954143 Status: Bescheid Stand der BDA-Liste: 2025-06-30 Name: Wohn- und Geschäftshaus GstNr.: 98 |
| ja    | Datei hochladen | Sparkasse Eggenburg HERIS-ID: 33790 Objekt-ID: 31524                                                  | Hauptplatz 27 Standort KG: Eggenburg                 | Das langgestreckte Haus stammt in seiner Anlage aus der Mitte des 16. Jahrhunderts und besitzt an der Ecke zur Rathausstraße einen von der Hauskante durchschnittenen Runderker. | BDA-Hist.: Q37954154 Status: Bescheid Stand der BDA-Liste: 2025-06-30 Name: Sparkasse Eggenburg GstNr.: 102/1 Sparkasse Hauptplatz 27, Eggenburg |
| ja    | Datei hochladen | Wohn- und Geschäftshaus HERIS-ID: 33791 Objekt-ID: 31525                                              | Hauptplatz 29 Standort KG: Eggenburg                 | Das Haus am Hauptplatz 29 stammt im Kern aus dem 15./16. Jahrhundert. Seine Fassade wurde im Obergeschoß um 1860 mit Lisenen und mit Putzquaderung gegliedert. Ein Türblatt ist aus der Zeit um 1840 erhalten. Eine Nische beherbergt eine Maria-Dreieichen-Figur aus der zweiten Hälfte des 18. Jahrhunderts. Die Innenräume sind in beiden Geschoßen tonnen- und kreuzgratgewölbt. Der Hof wurde in der zweiten Hälfte des 19. Jahrhunderts gestaltet und verfügt über einen Holzbalkon. | BDA-Hist.: Q37954163 Status: Bescheid Stand der BDA-Liste: 2025-06-30 Name: Wohn- und Geschäftshaus GstNr.: 173 |
| ja    | Datei hochladen | Wohn- und Geschäftshaus HERIS-ID: 33792 Objekt-ID: 31526                                              | Hauptplatz 30 Standort KG: Eggenburg                 | Das zweiachsige Wohnhaus am Hauptplatz hat im Obergeschoß Fenster des 16. Jahrhunderts mit profilierten Steingewänden. Der Fassadendekor stammt aus dem letzten Viertel des 18. Jahrhunderts. In einer Nische mit schmiedeeiserner Rahmung steht eine barocke Holzfigur der Maria mit Kind. | BDA-Hist.: Q37954174 Status: Bescheid Stand der BDA-Liste: 2025-06-30 Name: Wohn- und Geschäftshaus GstNr.: 172 |
| ja    | Datei hochladen | Wohn- und Geschäftshaus HERIS-ID: 33793 Objekt-ID: 31527                                              | Hauptplatz 31 Standort KG: Eggenburg                 | Das Haus am Hauptplatz 31 verfügt über historistischen Fassadendekor aus der Zeit um 1870 im Obergeschoß. Im Inneren gibt es Tonnen- und Kreuzgratgewölbe aus dem 16. Jahrhundert. | BDA-Hist.: Q37954185 Status: Bescheid Stand der BDA-Liste: 2025-06-30 Name: Wohn- und Geschäftshaus GstNr.: 171 |
| ja    | Datei hochladen | Bildstock HERIS-ID: 60611 Objekt-ID: 72930                                                            | gegenüber Hochstraße 3 Standort KG: Eggenburg        | Dieser Tabernakelpfeiler mit Steinkreuzbekrönung stammt aus der zweiten Hälfte des 17. Jahrhunderts. Er hat einen Aufsatz zwischen zwei profilierten Platten, der mit Reliefdarstellungen der Ölbergszene, der Geißelung Christi, der Kreuztragung und des Christus am Kreuz ausgestattet ist. | BDA-Hist.: Q38092430 Status: § 2a Stand der BDA-Liste: 2025-06-30 Name: Bildstock GstNr.: 870/4 |
| ja    | Datei hochladen | Bildstock Maria Immaculata HERIS-ID: 60613 Objekt-ID: 72932                                           | gegenüber Hochstraße 40 Standort KG: Eggenburg       | An der Hochstraße am nordwestlichen Ortsrand steht eine Statue der Maria Immaculata auf einer hohen Säule. Eine Inschrift auf einem der Felder des Tabernakels berichtet von der Errichtung des Denkmals im Jahr 1684. | BDA-Hist.: Q38092455 Status: § 2a Stand der BDA-Liste: 2025-06-30 Name: Bildstock Maria Immaculata GstNr.: 858/57 |
| ja    | Datei hochladen | Hl. Johannes Nepomuk-Kapelle HERIS-ID: 60599 Objekt-ID: 72918                                         | Hornerstraße 19, in der Nähe Standort KG: Eggenburg  | Die Statue Johannes Nepomuks in der Horner Straße stammt aus der Zeit um 1725. | BDA-Hist.: Q1366791 Status: § 2a Stand der BDA-Liste: 2025-06-30 Name: Hl. Johannes Nepomuk-Kapelle GstNr.: 548/2 |
| ja    | Datei hochladen | Bildstock HERIS-ID: 60600 Objekt-ID: 72919                                                            | Hornerstraße Standort KG: Eggenburg                  | Beim Horner Tor steht ein Tabernakelpfeiler, am Schaft bezeichnet mit Paul Strickner 1676, mit Reliefs der hll. Sebastian, Rochus, Rosalia und Veronika sowie einer bekrönenden Figur des Christuskindes mit dem Kreuz, die vermutlich 1815 angefertigt wurde. | BDA-Hist.: Q38092341 Status: § 2a Stand der BDA-Liste: 2025-06-30 Name: Bildstock GstNr.: 2388 Bildstock (Eggenburg, Hornerstraße, ObjektID: 72919) |
| ja    | Datei hochladen | Wohnhaus HERIS-ID: 44738 Objekt-ID: 45587                                                             | Kirchengasse 1 Standort KG: Eggenburg                | Das Haus in der Kirchengasse 1 stammt im Kern aus dem 17. Jahrhundert, hat im Sockelgeschoß ein Tonnengewölbe und hofseitig eine eingemauerte Steininschrift. | BDA-Hist.: Q38010713 Status: Bescheid Stand der BDA-Liste: 2025-06-30 Name: Wohnhaus GstNr.: 216/1 |
| ja    | Datei hochladen | Mauer mit Brunnen HERIS-ID: 60534 Objekt-ID: 72849                                                    | nach Kirchengasse 5 Standort KG: Eggenburg           | Teil der mittelalterlichen Stadtbefestigung. Der aus einer Maske speiende Brunnen stammt aus dem frühen 20. Jahrhundert. | BDA-Hist.: Q38092084 Status: § 2a Stand der BDA-Liste: 2025-06-30 Name: Mauer, Brunnen GstNr.: 213 |
| ja    | Datei hochladen | Wohnhaus, ehem. Schule HERIS-ID: 49635 Objekt-ID: 53556                                               | Kirchengasse 6 Standort KG: Eggenburg                | Die ehemalige (1799 bis 1874) Schule mit einem Baukern aus dem 16./17. Jahrhundert hat Türflügel mit schmiedeeisernem Dekor aus der zweiten Hälfte des 19. Jahrhunderts, im Erdgeschoß Fenster mit Steingewänden aus dem 16. Jahrhundert sowie einen tonnengewölbten Flur und eine Stichkappentonne aus dem 16. Jahrhundert im Erdgeschoß. | BDA-Hist.: Q38035135 Status: Bescheid Stand der BDA-Liste: 2025-06-30 Name: Wohnhaus, ehem. Schule GstNr.: 191 Wohnhaus, ehem. Schule (Eggenburg, ObjektID: 53556) |
| ja    | Datei hochladen | Kath. Pfarrkirche hl. Stephanus HERIS-ID: 49642 Objekt-ID: 53563                                      | am Kirchenplatz Standort KG: Eggenburg               | Die weithin sichtbare und die Stadt überragende Pfarrkirche hl. Stephanus, ursprünglich westlich außerhalb der Stadt gelegen und von einem ummauerten, ehemaligen Friedhof umgeben, hat ein spätgotisches, von einem hohen Satteldach überdecktes Langhaus und einen von romanischen Türmen flankierten hochgotischen Chor. Vom romanischen Bau des 12. Jahrhunderts sind die Osttürme erhalten. Dazwischen liegt der hochgotische, zweijochige Langchor aus der Zeit um 1340. Die Außenmauer des spätgotischen Langhauses stammt aus der Zeit um 1340. Nach einem Baustillstand aufgrund der Eroberung der Stadt durch Matthias Corvinus im Jahre 1486 wurde die Einwölbung um 1500 weitergeführt. So sind die Langhauspfeiler mit 1486 bezeichnet und der Dachboden des Chores beim Südturm mit 1513. Die Kirche wurde 1537 geweiht und im 18. Jahrhundert teilweise barockisiert. Ende des 19. Jahrhunderts erhielt sie ihre neugotische Einrichtung.                                                                                               | BDA-Hist.: Q2801926 Status: § 2a Stand der BDA-Liste: 2025-06-30 Name: Kath. Pfarrkirche hl. Stephanus GstNr.: 1 Pfarrkirche hl. Stephanus (Eggenburg, ObjektID: 53563) |
| ja    | Datei hochladen | Ehem. Karner HERIS-ID: 58808 Objekt-ID: 69644                                                         | gegenüber Kirchenplatz 3 Standort KG: Eggenburg      | Der nordöstlich der Pfarrkirche gelegene Karner hl. Michael, dargestellt vor 1280 am Stadtsiegel, stammt im älteren Teil – das ist der Rundbau mit halbrunder Querapsis mit Quadermauerwerk – aus dem 12. Jahrhundert. Im Westen sind Mauerreste der im 13. Jahrhundert angebauten Bruderschaftsstube erhalten. Diese sind durch einen abgemauerten Gang mit der Kirche und dem Pfarrhof verbunden. Innen sind Ansätze des barocken Gewölbes von 1721 sichtbar. Nördlich gibt es einen Abgang zu einem tonnengewölbten Raum mit in den Fels gehauenen Stufen und Resten eines Türgewändes. Südlich sind Ansätze des ehemaligen Kapellenaufganges erhalten. | BDA-Hist.: Q38084839 Status: § 2a Stand der BDA-Liste: 2025-06-30 Name: Ehem. Karner GstNr.: 2370/1 Karner Eggenburg |
| ja    | Datei hochladen | Alter Pfarrhof, sog. Resch-Schloss HERIS-ID: 33794 Objekt-ID: 31528                                   | Kirchenplatz 5 Standort KG: Eggenburg                | Der Alte Pfarrhof nördlich der Kirche ist eine hakenförmige Baugruppe mit Wirtschaftsgebäuden. Er stammt im Kern aus dem 13. und 14. Jahrhundert. Der Neptunbrunnen wurde 1720 von Jakob Seer geschaffen. | BDA-Hist.: Q37954200 Status: Bescheid Stand der BDA-Liste: 2025-06-30 Name: Alter Pfarrhof, sog. Resch-Schloss GstNr.: 3/1, 3/5, 3/3, 3/4 Resch-Schloss, Eggenburg |
| ja    | Datei hochladen | Brunnen HERIS-ID: 60603 Objekt-ID: 72922                                                              | gegenüber dem Krahuletzmuseum Standort KG: Eggenburg | Der Brunnen, mit Meereswesen und Maskenspeiern, stammt aus dem frühen 20. Jahrhundert. | BDA-Hist.: Q38092384 Status: § 2a Stand der BDA-Liste: 2025-06-30 Name: Brunnen GstNr.: 1942/12 |
| ja    | Datei hochladen | Figurenbildstock Abschied Christi von Maria HERIS-ID: 60602 Objekt-ID: 72921                          | beim Krahuletzmuseum Standort KG: Eggenburg          | Auf einem Volutensockel steht eine Urlaubergruppe aus dem frühen 18. Jahrhundert. Anmerkung: siehe Fehlerliste | BDA-Hist.: Q38092371 Status: § 2a Stand der BDA-Liste: 2025-06-30 Name: Figurenbildstock Abschied Christi von Maria GstNr.: 1942/13 |
| ja    | Datei hochladen | Krahuletz-Museum HERIS-ID: 49645 Objekt-ID: 53566                                                     | Krahuletzplatz 1 Standort KG: Eggenburg              | Das nach den Plänen des Architekten Richard Jordan von 1901 bis 1904 errichtete Museum zeigt sich in späthistoristisch-romantischen Formen. Das Gebäude hat seichte Seitenrisalite und Zinnengiebel und ein Walmdach mit Dachluken über einem Konsolkranzgesims und eine Laterne, welche den Mittelrisalit bekrönt. Das Portal ist rundbogig und gequadert. | BDA-Hist.: Q1423558 Status: Bescheid Stand der BDA-Liste: 2025-06-30 Name: Krahuletz-Museum GstNr.: 1937 Krahuletz-Museum (Eggenburg, ObjektID: 53566) |
| ja    | Datei hochladen | Kino HERIS-ID: 33795 Objekt-ID: 31529                                                                 | Krahuletzplatz 2 Standort KG: Eggenburg              | Das zwischen der einmündenden Kremserberggasse und der Museumsgasse gelegene Lichtspielhaus wurde 1917 nach Plänen von Clemens Holzmeister erbaut. Der blockhafte, ein- bis zweigeschoßige Bau ist durch ein Walmdach gedeckt. An der gestuften Fassade ist ein übergiebelter Risalit mit einem säulengerahmten Eingang zu sehen. | BDA-Hist.: Q37954213 Status: Bescheid Stand der BDA-Liste: 2025-06-30 Name: Kino GstNr.: 478/3 |
| ja    | Datei hochladen | Sog. Stadtkeller HERIS-ID: 46701 Objekt-ID: 48831                                                     | Kremserberg 1 Standort KG: Eggenburg                 | | BDA-Hist.: Q38023089 Status: Bescheid Stand der BDA-Liste: 2025-06-30 Name: Sog. Stadtkeller GstNr.: 478/2 Stadtkeller (Eggenburg, ObjektID: 48831) |
| ja    | Datei hochladen | Rathaus Eggenburg HERIS-ID: 49637 Objekt-ID: 53558                                                    | Kremserstraße 1 Standort KG: Eggenburg               | Das Haus in der Kremserstraße 3 wurde um 1740 vom damaligen Besitzer, dem Steinmetz und Bildhauer Franz Leopold Farmacher, barock umgestaltet. Seit 1957 dient es als Rathaus. Die bemerkenswerte Barockfassade hat einen dreiachsigen, übergiebelten Mittelrisalit zwischen ionischen Pilastern, ein gebändertes Erdgeschoß sowie in der Mittelachse ein korbbogiges Portal zwischen übereck gestellten Pilasterbündeln und einem Maskenkeilstein. Die oberen Risalitfenster sind übergiebelt und haben Masken im Sturzfeld. In der Mittelachse ist ein Steinmetzwappen angebracht. Die Innenausstattung stammt großteils von 1893 und 1928/1929. Der obere Festsaal verfügt über eine Spiegeldecke aus der Mitte des 20. Jahrhunderts. | BDA-Hist.: Q38035148 Status: § 2a Stand der BDA-Liste: 2025-06-30 Name: Rathaus Eggenburg GstNr.: 161/1 Rathaus Eggenburg |
| ja    | Datei hochladen | Teil der Stadtbefestigung HERIS-ID: 33810 Objekt-ID: 31545                                            | bei Kremserstraße 25 Standort KG: Eggenburg          | Teil der mittelalterlichen Stadtbefestigung. | BDA-Hist.: Q37954341 Status: Bescheid Stand der BDA-Liste: 2025-06-30 Name: Teil der Stadtbefestigung GstNr.: 464/1 City wall of Eggenburg |
| ja    | Datei hochladen | Teil der Stadtbefestigung HERIS-ID: 33811 Objekt-ID: 31546                                            | Kremserstraße 27 Standort KG: Eggenburg              | Teil der mittelalterlichen Stadtbefestigung. | BDA-Hist.: Q37954351 Status: Bescheid Stand der BDA-Liste: 2025-06-30 Name: Teil der Stadtbefestigung GstNr.: 464/2 City wall of Eggenburg |
| ja    | Datei hochladen | Schüttkasten, sog. Mayer-Stadel HERIS-ID: 46314 Objekt-ID: 48141                                      | Museumgasse 2 Standort KG: Eggenburg                 | Der zweigeschoßige Speicherbau mit runden Giebelluken und mehrfach gestuftem Traufgesims, errichtet in der Zeit um 1700, hat eine rundbogige Einfahrt und innen eine Holzbalkendecke. | BDA-Hist.: Q38020575 Status: Bescheid Stand der BDA-Liste: 2025-06-30 Name: Schüttkasten, sog. Mayer-Stadel GstNr.: 2146 |
| ja    | Datei hochladen | Motorradmuseum, ehem. Feigenkaffeefabrik HERIS-ID: 49646 Objekt-ID: 53567                             | Museumgasse 6 Standort KG: Eggenburg                 | Die dreiflügelige, zweigeschoßige ehemalige Feigenkaffeefabrik wurde um 1896 errichtet und um 1920 ausgebaut. Das Gebäude beherbergte bis 2008 eine Sammlung historischer Motorräder und technischer Geräte, 2009 übersiedelte das Motorradmuseum nach Sigmundsherberg. | BDA-Hist.: Q38035229 Status: § 2a Stand der BDA-Liste: 2025-06-30 Name: Motorradmuseum, ehem. Feigenkaffeefabrik GstNr.: 2150/3 |
| ja    | Datei hochladen | Bürgerhaus HERIS-ID: 60557 Objekt-ID: 72872                                                           | Pfarrgasse 4 Standort KG: Eggenburg                  | Das Bürgerhaus in der Pfarrgasse 4 hat an der Fassade ein Fenster mit profilierten Umrahmungen und geraden Verdachungen aus dem 17. Jahrhundert und im Obergeschoß eine Nische mit einer Dreifaltigkeitsgruppe aus dem zweiten Viertel des 18. Jahrhunderts. An der Einfahrt führt ein abgefaster Steinbogen zum tonnengewölbten Flur. Die Hoftüre ist mit Ätzglasfenstern aus der zweiten Hälfte des 19. Jahrhunderts ausgestattet. Der rückwärtige, zum Judenplatz orientierte Flügel ist ein giebelständiger Speicherbau des 16. Jahrhunderts. | BDA-Hist.: Q38092142 Status: Bescheid Stand der BDA-Liste: 2025-06-30 Name: Bürgerhaus GstNr.: 16/1 |
| ja    | Datei hochladen | Pfarrhof HERIS-ID: 49638 Objekt-ID: 53559                                                             | Pfarrgasse 6 Standort KG: Eggenburg                  | Der Pfarrhof von Eggenburg ist ein dreigeschoßiger Renaissancebau mit hohem geschwungenem Giebel, der laut einer Inschrift im Jahre 1537 von Gregor Rauber zu Plankenstein erbaut wurde. Seit 1729 wird das Haus als Pfarrhof genutzt. | BDA-Hist.: Q15122744 Status: § 2a Stand der BDA-Liste: 2025-06-30 Name: Pfarrhof GstNr.: 14 Neuer Pfarrhof Eggenburg |
| ja    | Datei hochladen | Friedhof christlich HERIS-ID: 60604 Objekt-ID: 72923                                                  | neben Pulkauerstraße 13 Standort KG: Eggenburg       | Der Friedhof von Eggenburg ist von einer Bruchsteinmauer mit Gusseisengittern eingefasst. Sein dreiachsiges, im späten 19. Jahrhundert errichtetes Hauptportal verfügt über eine Baldachinbekrönung und einen rundbogigen Eingang. Auf dem Gelände befinden sich mehrere barocke Grabsteine, eine mit 1713 bezeichneten Gnadenstuhl-Gruppe und zum Teil historistische Grabmäler. | BDA-Hist.: Q38092395 Status: § 2a Stand der BDA-Liste: 2025-06-30 Name: Friedhof christlich GstNr.: 1150/3 |
| ja    | Datei hochladen | Jugendheim Lindenhof HERIS-ID: 60560 Objekt-ID: 72876                                                 | Pulkauerstraße 4 Standort KG: Eggenburg              | Das Jugendheim Lindenhof ist ein von der Stadt Wien betriebenes Ausbildungszentrum für Jugendliche. Es wurde 1888 als „NÖ-Landesbesserungsanstalt für Kinder und Jugendliche“ gegründet und 1906 vergrößert. | BDA-Hist.: Q15118467 Status: § 2a Stand der BDA-Liste: 2025-06-30 Name: Jugendheim Lindenhof GstNr.: 1758/1 Jugendheim Lindenhof (Eggenburg) |
| ja    | Datei hochladen | Ehem. Minichhof, altes Rathaus, ehem. Bezirksgericht HERIS-ID: 49639 Objekt-ID: 53560                 | Rathausstraße 3 Standort KG: Eggenburg               | Der ehemalige „Minichhof“ des Stiftes Zwettl ging um Mitte des 13. Jahrhunderts an Stift Klosterneuburg, in der Folge an den Johanniterorden, danach an die Stifte Herzogenburg und Geras und 1534 an die Stadt, die ihn bis Anfang des 19. Jahrhunderts als Rathaus nutzte. Die Anlage wurde mehrfach umgebaut, einmal um 1883 in späthistoristischen Formen. Hofseitig sind Sgraffitoreste aus der Mitte des 16. Jahrhunderts erhalten, am Tor ein Wappen von Eggenburg zwischen Löwen. Ein vermauertes romanisches Rundbogenfenster geht auf das 13. Jahrhundert zurück. Die ehemaligen Arrestzellen sind zum Teil tonnengewölbt und sind durch Steckgitter des 17. Jahrhunderts gesichert. | BDA-Hist.: Q38035174 Status: § 2a Stand der BDA-Liste: 2025-06-30 Name: Ehem. Minichhof, altes Rathaus, ehem. Bezirksgericht GstNr.: 97 |
| ja    | Datei hochladen | Teil der Stadtbefestigung HERIS-ID: 33800 Objekt-ID: 31534                                            | Rathausstraße 23 Standort KG: Eggenburg              | Teil der mittelalterlichen Stadtbefestigung. | BDA-Hist.: Q37954235 Status: Bescheid Stand der BDA-Liste: 2025-06-30 Name: Teil der Stadtbefestigung GstNr.: 75 City wall of Eggenburg |
| ja    | Datei hochladen | Pest-/Dreifaltigkeitssäule HERIS-ID: 60598 Objekt-ID: 72917                                           | Rathausstraße 23, in der Nähe Standort KG: Eggenburg | An der Stelle einer ehemaligen Dreifaltigkeitskirche steht vor dem ehemaligen Eggentor eine Dreifaltigkeitssäule aus der Zeit um 1700, die am Sockel ein Steinböck-Wappen trägt. | BDA-Hist.: Q38092322 Status: § 2a Stand der BDA-Liste: 2025-06-30 Name: Pest-/Dreifaltigkeitssäule GstNr.: 432/2 |
| ja    | Datei hochladen | Teil der Stadtbefestigung HERIS-ID: 33809 Objekt-ID: 31544                                            | bei Rathausstraße 40 Standort KG: Eggenburg          | Teil der mittelalterlichen Stadtbefestigung. | BDA-Hist.: Q37954332 Status: Bescheid Stand der BDA-Liste: 2025-06-30 Name: Teil der Stadtbefestigung GstNr.: 462/2, 462/3 City wall of Eggenburg |
| ja    | Datei hochladen | Teil der Stadtbefestigung HERIS-ID: 33797 Objekt-ID: 31531                                            | Schloßgasse 1 Standort KG: Eggenburg                 | Teil der mittelalterlichen Stadtbefestigung. | BDA-Hist.: Q37954224 Status: Bescheid Stand der BDA-Liste: 2025-06-30 Name: Teil der Stadtbefestigung GstNr.: 208/1 City wall of Eggenburg |
| ja    | Datei hochladen | Kaiser-Franz-Joseph-Brunnen HERIS-ID: 60612 Objekt-ID: 72931                                          | im Schubertpark Standort KG: Eggenburg               | Der Kaiser-Franz-Joseph-Brunnen wurde 1908/1909 von Wilhelm Hejda im Südosten der Altstadt errichtet und später in den Schubertpark versetzt. Er trägt die Inschrift: Die Stadtgemeinde Eggenburg zum Regierungsjubiläum 1848–1908 des weisen und gütigen Friedenskaisers Franz Joseph I. 1908 Wilhelm Hejda 1909. | BDA-Hist.: Q38092444 Status: § 2a Stand der BDA-Liste: 2025-06-30 Name: Kaiser-Franz-Joseph-Brunnen GstNr.: 458 Kaiser-Franz-Joseph-Brunnen (Eggenburg, ObjektID: 72931) |
| ja    | Datei hochladen | Sog. Vogelsangmühle samt Hof und Gartenhaus u. a. HERIS-ID: 33812 Objekt-ID: 31547                    | Stoitzendorferstraße 1 Standort KG: Eggenburg        | Die Vogelsangmühle wurde 1412 als Felbermühle erstmals urkundlich erwähnt. Von Propst Johann K. F. A. von Albrechtsburg wurde die Mühle ab 1709 in einen Sommersitz umgewandelt. | BDA-Hist.: Q2530067 Status: Bescheid Stand der BDA-Liste: 2025-06-30 Name: Sog. Vogelsangmühle samt Hof und Gartenhaus u. a. GstNr.: 1753 Vogelsangmühle (Eggenburg, ObjektID: 31547) |
| ja    | Datei hochladen | Anlage Eggenburg – Stadtbefestigung HERIS-ID: 74424 Objekt-ID: 87826                                  | Standort KG: Eggenburg                               | Die ehemalige Stadtbefestigung von Eggenburg ist ein außergewöhnlich gut erhaltener, von Türmen verstärkter, mittelalterlicher Befestigungsgürtel mit innerer Ringmauer. Erhalten sind auch die Zwinger im Osten, Nordosten und Südosten, der ehemalige Graben und die vorgelagerten Wehrteiche sowie im Nordosten der rechteckige, im Jahre 1430 urkundlich erwähnte Eggenteich mit Bruchsteinfassung. Die Anlage wurde 1204 erstmals urkundlich erwähnt und später mehrfach ausgebaut. Burg und Pfarrkirche wurden im 14. Jahrhundert einbezogen. Im 14. und 15. Jahrhundert erfolgte ein weiterer Ausbau zur rechteckigen Form und eine Verstärkung mit Türmen, Zwingern und Graben. Eine weitere Verstärkung wurde in der Mitte des 16. Jahrhunderts ausgeführt. | BDA-Hist.: Q38134650 Status: § 2a Stand der BDA-Liste: 2025-06-30 Name: Anlage Eggenburg – Stadtbefestigung GstNr.: 128, 404, 419, 421/1, 421/2, 421/3, 421/4, 421/5, 421/6, 421/7, 421/8, 421/9, 421/10, 421/11, 422, 423, 424, 425, 426, 427, 428, 429, 430, 431, 461/3, 462/1, 463, 2521, 2522, 2373/2, 2373/3, 2382, 2384/1, 2384/2, 3/2, 2373/1 City wall of Eggenburg |
| ja    | Datei hochladen | Bildstock HERIS-ID: 32672 Objekt-ID: 29796                                                            | Standort KG: Eggenburg                               | Richtung Engelsdorf steht ein Tabernakelpfeiler auf abgefastem Schaft, bezeichnet mit 1680, mit stark verwitterten Reliefs der hll. Sebastian, Rochus, Barbara und Rosalia. | BDA-Hist.: Q37949043 Status: § 2a Stand der BDA-Liste: 2025-06-30 Name: Bildstock GstNr.: 2765 |
| ja    | Datei hochladen | Bildstock HERIS-ID: 60387 Objekt-ID: 72686                                                            | Standort KG: Eggenburg                               | Nördlich der Stadt steht ein mit Bettina Brunnerin bezeichneter, erneuerter Tabernakelpfeiler aus dem 17. Jahrhundert. | BDA-Hist.: Q38091768 Status: § 2a Stand der BDA-Liste: 2025-06-30 Name: Bildstock GstNr.: 2771 |
| ja    | Datei hochladen | Bildstock Ameisenkreuz HERIS-ID: 60608 Objekt-ID: 72927                                               | Standort KG: Eggenburg                               | Das sogenannte Ameisenkreuz südwestlich außerhalb der Stadt ist ein Tabernakelpfeiler mit abgefastem Schaft, bezeichnet mit 1635 und einer Inschrift des 18. Jahrhunderts. | BDA-Hist.: Q38092407 Status: § 2a Stand der BDA-Liste: 2025-06-30 Name: Bildstock Ameisenkreuz GstNr.: 2578 |
| ja    | Datei hochladen | Bildstock HERIS-ID: 60609 Objekt-ID: 72928                                                            | Standort KG: Eggenburg                               | An der Straße nach Zogelsdorf steht ein abgefaster Pfeiler mit reliefiertem Tabernakel mit Reliefdarstellungen der Kreuzigung und der hll. Georg und Martin sowie einem steinernen Kreuzaufsatz aus der 2. Hälfte des 17. Jahrhunderts. | BDA-Hist.: Q38092418 Status: § 2a Stand der BDA-Liste: 2025-06-30 Name: Bildstock GstNr.: 2563 Pfeilerbildstock 72928 Eggenburg, street to Zogelsdorf |
| ja    | Datei hochladen | Kalvarienberganlage (Kreuzigungsgruppe und einige Kreuzwegstationen) HERIS-ID: 60614 Objekt-ID: 72933 | Wienerstraße 5, südöstlich Standort KG: Eggenburg    | An dem östlich der Stadt am Vitusberg gelegenen Kalvarienberg stehen fünf unter Propst Albrechtsburg in den Jahren 1725 bis 1729 errichtete Kreuzwegstationen. Die rundbogigen Nischenkapellen sind von Balustraden eingefasst und beherbergen die Steinstatuen Passion, Christus am Ölberg, Christus in Ketten, Christus an der Geißelsäule sowie Dornenkrönung und Kreuztragung. Darüber ist je eine bekrönende Heiligenfigur zu sehen: hll. Leopold, Donatus, Josef und Michael. Über der dritten Station befindet sich ein Kreuz. Als sechste Station fungiert ein steinerner Bildstock mit dem Relief Christus fällt unter dem Kreuz, aus der Zeit um 1670, mit einer Stifterinschrift von Pfarrer Strasolto. Den Abschluss bildet eine monumentale Kreuzigungsgruppe mit Schächerkreuzen und den hll. Maria, Magdalena und Johannes, bezeichnet mit Strasolto 1688. | BDA-Hist.: Q38092467 Status: § 2a Stand der BDA-Liste: 2025-06-30 Name: Kalvarienberganlage GstNr.: 1810/1 Kalvarienberg (Eggenburg) |
| ja    | Datei hochladen | Kalvarienberganlage (Grabkapelle) HERIS-ID: 58806 Objekt-ID: 69642                                    | Standort KG: Eggenburg                               | Etwas seitlich von der den Kreuzweg abschließenden Kreuzigungsgruppe befindet sich eine vor 1675 nach Jerusalemer Vorbild erbaute Grabkapelle. Seitlich davon stehen die Figuren Ecce Homo und Mater Dolorosa aus der Zeit um 1715, bezeichnet mit ex voto Regina Steinböck. | BDA-Hist.: Q38084829 Status: § 2a Stand der BDA-Liste: 2025-06-30 Name: Kalvarienberganlage GstNr.: 2524, 1810/1 Grabkapelle Eggenburg |
| ja BW | Datei hochladen | Ortskapelle Engelsdorf HERIS-ID: 59380 Objekt-ID: 70637                                               | Engelsdorf 60 Standort KG: Engelsdorf                | Die 1814 errichtete Ortskapelle von Engelsdorf hat einen mächtigen, älteren, quadratischen Westturm und eine eingezogene, rundbogige Apsis. Die Fassade ist durch profilierte Rundbogenfenster und ein Traufgesims gegliedert. Der sich nach oben verjüngende Turm verfügt über Schlüsselscharten und rundbogige Balusterfenster. | BDA-Hist.: Q38087123 Status: § 2a Stand der BDA-Liste: 2025-06-30 Name: Ortskapelle Engelsdorf GstNr.: 62 Ortskapelle Engelsdorf |
| ja    | Datei hochladen | Figurenbildstock hl. Antonius HERIS-ID: 32664 Objekt-ID: 29788                                        | Standort KG: Engelsdorf                              | Auf einer Kompositsäule steht nordwestlich des Ortes eine Figur des hl. Antonius mit Kind. | BDA-Hist.: Q37949022 Status: § 2a Stand der BDA-Liste: 2025-06-30 Name: Figurenbildstock hl. Antonius GstNr.: 1216 Antonius von Padua, Eggenburg |
| ja    | Datei hochladen | Figurenbildstock Gnadenstuhlgruppe HERIS-ID: 60386 Objekt-ID: 72685                                   | gegenüber Gauderndorf 57 Standort KG: Gauderndorf    | An der Straße nach Eggenburg steht ein mit 1856 bezeichneter Gnadenstuhl auf einer toskanischen Säule. | BDA-Hist.: Q38091757 Status: § 2a Stand der BDA-Liste: 2025-06-30 Name: Figurenbildstock Gnadenstuhlgruppe GstNr.: 176/1 |
| ja    | Datei hochladen | Schloss Stoitzendorf, ehem. Pfarrhof HERIS-ID: 35151 Objekt-ID: 33777                                 | Stoitzendorf 1 Standort KG: Stoitzendorf             | Der ehemalige Pfarr- und Gutshof nördlich der Schmida ist eine vierflügelige, zweigeschoßige Anlage um einen rechteckigen Hof, die von Wirtschaftsgebäuden und einer Umfassungsmauer umgeben ist. Im Baukern sind mittelalterliche Teile erhalten. Anmerkung: Das Schloss befindet sich in Privatbesitz und ist nicht zugänglich. | BDA-Hist.: Q37961755 Status: Bescheid Stand der BDA-Liste: 2025-06-30 Name: Schloss Stoitzendorf, ehem. Pfarrhof GstNr.: 77 Schloss Stoitzendorf |
| ja    | Datei hochladen | Figurenbildstock hl. Johannes Nepomuk HERIS-ID: 60390 Objekt-ID: 72691                                | Standort KG: Stoitzendorf                            | An der Schmidabrücke befindet sich ein Nepomukbildstock des 18. Jahrhunderts. | BDA-Hist.: Q38091777 Status: § 2a Stand der BDA-Liste: 2025-06-30 Name: Figurenbildstock hl. Johannes Nepomuk GstNr.: 2155 |
| ja    | Datei hochladen | Bildstock Maria Dreieichen HERIS-ID: 60396 Objekt-ID: 72698                                           | Standort KG: Stoitzendorf                            | Am nördlichen Ortsausgang steht ein toskanischer Pfeiler, bezeichnet mit 1883, mit einer Maria-Dreieichen-Gruppe. | BDA-Hist.: Q38091786 Status: § 2a Stand der BDA-Liste: 2025-06-30 Name: Bildstock Maria Dreieichen GstNr.: 2142/3 Bildstock Maria Dreieichen, Stoitzendorf |
| ja    | Datei hochladen | Bildstock HERIS-ID: 60398 Objekt-ID: 72700                                                            | bei Stoitzendorf 1 Standort KG: Stoitzendorf         | Gegenüber vom Pfarrhofeingang steht auf einem Unterbau ein abgefaster Schaft mit einem an drei Seiten offenen Tabernakel, das von einer profilierten Deckplatte mit Steinkreuz bekrönt wird. Am Schaft ist die Stifterinschrift von 1683 zu sehen. | BDA-Hist.: Q38091798 Status: § 2a Stand der BDA-Liste: 2025-06-30 Name: Bildstock GstNr.: 2106/1 |
| ja    | Datei hochladen | Figurenbildstock HERIS-ID: 59354 Objekt-ID: 70602                                                     | Standort KG: Stoitzendorf                            | Das sogenannte Krebskreuz wurde 1829 von Johann Krebs aus Dankbarkeit für den glücklichen Ausgang eines Unfalls seiner Tochter errichtet. Die Kreuzigungsgruppe mit Postament, eingefriedet durch einen Holzzaun mit achteckigen Pfeilern, steht auf einer Plattform, die über fünf Stufen begehbar ist. Sie zeigt Jesus am Kreuz, zu seinen Füßen Maria Magdalena, links und rechts davon Maria und Johannes und dahinter, den Blick den Feldern zugewandt, den hl. Donatus mit Ährengarbe. | BDA-Hist.: Q38087062 Status: § 2a Stand der BDA-Liste: 2025-06-30 Name: Figurenbildstock GstNr.: 1018/2 |
| ja    | Datei hochladen | Kath. Pfarrkirche hl. Leopold HERIS-ID: 50667 Objekt-ID: 55879                                        | neben Stoitzendorf 101 Standort KG: Stoitzendorf     | Die im westlichen Angerbereich gelegene Pfarrkirche ist eine gotische Anlage mit barockem Westturm, die im 19. Jahrhundert gotisierend umgebaut wurde. | BDA-Hist.: Q14912735 Status: § 2a Stand der BDA-Liste: 2025-06-30 Name: Kath. Pfarrkirche hl. Leopold GstNr.: 221 Pfarrkirche Stoitzendorf |